# Кубок світу з біатлону 2013—2014 — етап 8
Восьмий етап Кубка світу з біатлону 2013—14 проходив в Контіолахті, Фінляндія, з 13 по 16 березня 2014 року. До програми етапу було включено 6 гонок: 2 спринти та гонка переслідування у чоловіків і жінок.

## Гонки
Розклад гонок наведено нижче.
| Дата       | Час       | Гонка                            |
| ---------- | --------- | -------------------------------- |
| 13 березня | 15:10 CET | Чоловіки, спринт 10,0 км         |
| 13 березня | 17:45 CET | Жінки, спринт 7,5 км             |
| 15 березня | 12:15 CET | Чоловіки, спринт 10,0 км         |
| 15 березня | 14:45 CET | Жінки, спринт 7,5 км             |
| 16 березня | 10:45 CET | Чоловіки, переслідування 12,5 км |
| 16 березня | 12:15 CET | Жінки, переслідування 10 км      |

## Чоловіки

### Призери
| Гонка:                                                                           | Золото:              | Час               | Срібло:                 | Час               | Бронза:                | Час               |
| Спринт 10 км Протокол [Архівовано 25 жовтня 2014 у Wayback Machine.]             | Йоганнес Бо Норвегія | 23:33.2 (0+0)     | Мартен Фуркад Франція   | 23:40.3 (0+0)     | Арнд Пайффер Німеччина | 23:40.4 (1+0)     |
| Спринт 10 км Протокол [Архівовано 25 жовтня 2014 у Wayback Machine.]             | Йоганнес Бо Норвегія | 24:03.5 (0+0)     | Олександр Логінов Росія | 24:22.0 (0+0)     | Ловелл Бейлі США       | 24:22.9 (0+0)     |
| Переслідування 12,5 км Протокол [Архівовано 2 листопада 2014 у Wayback Machine.] | Йоганнес Бо Норвегія | 33:37.1 (0+0+1+4) | Мартен Фуркад Франція   | 33:53.4 (0+0+2+1) | Б'єрн Феррі Швеція     | 33:57.5 (0+0+1+2) |

## Жінки

### Призери
| Гонка:                                                                        | Золото:                    | Час               | Срібло:                  | Час               | Бронза:                  | Час               |
| Спринт 7,5 км Протокол [Архівовано 13 березня 2014 у Wayback Machine.]        | Кайса Мякяряйнен Фінляндія | 20:36.3 (0+1)     | Ольга Зайцева Росія      | 20:42.4 (0+0)     | Марі Лаукканен Фінляндія | 20:59.0 (0+0)     |
| Спринт 7,5 км Протокол [Архівовано 15 березня 2014 у Wayback Machine.]        | Кайса Мякяряйнен Фінляндія | 20:53.6 (1+0)     | Тура Бергер Норвегія     | 20:59.8 (0+0)     | Габріела Соукалова Чехія | 21:06.5 (0+0)     |
| Переслідування 10 км Протокол [Архівовано 16 березня 2014 у Wayback Machine.] | Кайса Мякяряйнен Фінляндія | 30:52.0 (1+0+1+0) | Дарія Домрачева Білорусь | 31:52.0 (0+0+0+1) | Ольга Зайцева Росія      | 32:46.3 (4+0+0+1) |

## Досягнення
Найкращий виступ за кар'єру
|  |  |

Перша гонка в Кубку світу
|  |  |